# Temirgóyevskaya
Temirgóyevskaya (del ruso: Темирго́евская), es una stanitsa del raión de Kurgáninsk del krai de Krasnodar, en Rusia. Está situado en la orilla derecha del río Labá (donde desemboca el Chamlyk), afluente del Kubán, en las llanuras de Kubán-Priazov, 34 km al noroeste de Kurgáninsk y 103 km al este de Krasnodar. Tenía 7 529 habitantes en 2010
Es cabeza del municipio Temirgoyévskoye.

## Historia
Inicialmente fue construida por cosacos de la Línea del Cáucaso en 1848 una fortificación llamada Temirgóyevskoye en el emplazamiento alrededor del que más tarde se desarrollaría la stanitsa, que se fundó en 1855. Su nombre deriva del nombre de los temirgóyevtsy, una subetnia adigué que habitaba las orillas del Labá. Hacia 1880 en la localidad, que contaba 5 500 habitantes, existía ya una escuela. Para 1917 existían dos fábricas de cerveza en la localidad. Hasta 1920 pertenecía al otdel de Labinsk del óblast de Kubán. En los tiempos de la colectivización de la tierra en la Unión Soviética fue incluida en las listas negras de sabotaje, por lo que parte de su población fue deportada, represaliada o sometida a hambruna. El refuerzo de la posición económica gracias a los koljoses hizo que en 1934 fuera designada centro de un raión de Temirgóyevskaya. Durante la Gran Guerra Patriótica, fue ocupada el 7-8 de agosto de 1942 por la Wehrmacht de la Alemania Nazi, y fue liberada el 28 de enero de 1943 por el Ejército Rojo de la Unión Soviética. En 1959 se iniciaron los trabajos para la extracción de gas natural.

### Evolución demográfica
| 1959  | 1979  | 2002  | 2010  |
| ----- | ----- | ----- | ----- |
| 9 106 | 8 721 | 8 478 | 7 529 |

## Educación
La localidad cuenta con tres escuelas, una Escuela Técnica Profesional y una escuela infantil de música.

## Economía y transporte
En la localidad se explotan yacimientos de gas natural.
Por la localidad pasa la carretera federal Kurgáninsk-Ust-Labinsk.

## Personalidades
- Pável Chálov (1921-2000), Héroe de la Unión Soviética.
- Borís Zolotariov (*1953), político ruso.
- Gennadi Maksímovich (*1942), político ruso.
- Piotr Jromov (1904-1942), poeta ruso.